# Acanthodelta lantzii
Acanthodelta lantzii là một loài bướm đêm trong họ Noctuidae.